# Contea di Laverton
La contea di Laverton è una delle nove Local Government Areas che si trovano nella regione di Goldfields-Esperance, in Australia Occidentale. Essa si estende su di una superficie di circa 179.797 chilometri quadrati ed ha una popolazione di circa 730 abitanti.